# Anderton with Marbury
Anderton with Marbury est une paroisse civile du Cheshire, en Angleterre.